# Instituto Clay de Matemáticas
El Instituto Clay de Matemáticas (CMI)(inglés Clay Mathematics Institute o CMI) es una fundación sin fines de lucro de Cambridge, Massachusetts, dedicada a incrementar y diseminar el conocimiento matemático. Tiene varios premios e incentivos para matemáticos prometedores. El instituto fue fundado en 1998 por Landon T. Clay, quien la financia, y por el matemático Arthur Jaffe de la Universidad Harvard.
A pesar de que la institución es conocida por premiar a quien resuelva los problemas del milenio,  lleva a cabo un amplio catálogo de actividades, entre las que se encuentran los premios a la Investigación (Clay Research Award).

## Problemas del Milenio
La actividad más conocida de esta fundación es el establecimiento en mayo de 2000 de los siete problemas del milenio. Los siete problemas escogidos son considerados por el Instituto Clay como "preguntas clásicas importantes que no han sido resueltas en años". La primera persona que logre resolver siquiera uno de estos problemas recibirá un premio de un millón de dólares por cada uno de los problemas matemáticos que haya resuelto.
De los siete problemas planteados, la conjetura de Poincaré fue resuelta por el matemático Grigori Perelmán en el año 2003. Una vez que la solución fue comprobada por la comunidad matemática, la institución le ofreció el premio del millón de dólares. Sin embargo, él decidió rechazarlo, alegando que su contribución no era más importante que la del matemático Richard Hamilton.